# Chennai
Chennai (tiếng Tamil: சென்னை), trước đây có tên là Madras pronunciationⓘ, là thủ phủ của bang Tamil Nadu và là thành phố thủ phủ lớn thứ 4 của Ấn Độ. Chennai tọa lạc bên bờ biển Coromandel của Vịnh Bengal. Với dân số ước tính 7,06 triệu người (2007), thành phố có 368 năm tuổi này là vùng đô thị lớn thứ 34 trên thế giới.
Chennai là trung tâm công nghiệp và thương mại lớn thứ 3 ở Ấn Độ, và được người ta biết đến với kiến trúc đền đài và di sản văn hóa của mình. Đây cũng là một trung tâm nghệ thuật múa và nhạc cổ điển Nam Ấn Độ. Chennai được xem là thủ đô ô tô của Ấn Độ, với một tỷ lệ lớn ngành ô tô có cơ sở ở đây và một phần lớn xe cộ của quốc gia này được sản xuất ở đây. Điều này đã khiến cho Chennai được mệnh danh là Detroit của Nam Á. Thành phố này cũng là một trung tâm lớn đối thực hiện các công việc outsourced từ phương Tây. Bãi biển Marina dài 12 km dọc theo Vịnh Bengal tạo thành bờ biển phía Đông thành phố. Thành phố này nổi tiếng là nơi tổ chức thể thao và đăng cai tổ chức một sự kiện tennis ATP, có tên gọi Chennai Open.
Chennai cũng là một trong những thành phố hiếm hoi có vườn quốc gia, Vườn quốc gia Guindy nằm bên trong địa giới thành phố. Thành phố kết nghĩa của Chennai là Denver, Colorado, Hoa Kỳ.

## Tên gọi
Tên gọi Madras được lấy từ Madraspatnam, nơi được Công ty Đông Ấn Anh chọn làm một điểm định cư vào năm 1639. Một thị xã khác, Chennapatnam, nằm về phía Nam của nó. Vào lúc hai thị xã được sáp nhập, người Anh thích tên gọi Madras hơn. Tuy nhiên, dân địa phương vẫn thường gọi nó là Chennapatnam hay Chennapuri. Thành phố này đã được đổi tên Chennai tháng 8 năm 1996 và người ta nhận thức thấy tên gọi Madras có nguồn gốc Bồ Đào Nha. (một số thành phố khác của Ấn Độ đã ban hành thay đổi tên gọi tương tự.) Người ta tin rằng tên gốc Bồ Đào Nha là Madre de Deus. Nhà thờ cổ nhất trong thành phố, được xây vào năm 1516 và để dành cho Nossa Senhora da Luz ('Đức Bà Ánh Sáng') bởi những người truyền giáo Franciscan, những người tin rằng sự sống sót của họ trong những cơn biển động là nhờ có sự can thiệp thần thánh, điều này có thể có mối liên hệ với tên gọi thành phố. Một lối giải thích khác được nhà lịch sử thành phố S. Muthiah đưa ra rằng thành phố lấy tên gọi từ một dòng họ Madeiros đã từng một thời nổi bật (được biết đến dưới tên gọi khác nhau từ Madera hoặc Madra trong những năm tiếp theo), who in 1575, adding to the confusion, also consecrated a Madre de Deus church in Santhome (bị phá hủy năm 1997). Cũng có một số ý kiến cho rằng Chennai có thể không phải là một tên Tamil còn Madras có thể có nguồn gốc Tamil. Một giả thuyết (không được chứng minh) cho rằng Chennapattinam được đặt tên theo ngôi đền Chenna Kesava Perumal mà sau này đã trở thành Chennai. Một giả thuyết nữa cho rằng Chennai lấy tên từ chủ ban đầu của vùng đất Chinnappa Naicker. Người ta cho rằng ông là người đã bán đất của mình co Công ty Đông Ấn để thành lập nên Quận Madras.

## Khí hậu
| Dữ liệu khí hậu của Chennai (1971–2000)                                   | Dữ liệu khí hậu của Chennai (1971–2000) | Dữ liệu khí hậu của Chennai (1971–2000) | Dữ liệu khí hậu của Chennai (1971–2000) | Dữ liệu khí hậu của Chennai (1971–2000) | Dữ liệu khí hậu của Chennai (1971–2000) | Dữ liệu khí hậu của Chennai (1971–2000) | Dữ liệu khí hậu của Chennai (1971–2000) | Dữ liệu khí hậu của Chennai (1971–2000) | Dữ liệu khí hậu của Chennai (1971–2000) | Dữ liệu khí hậu của Chennai (1971–2000) | Dữ liệu khí hậu của Chennai (1971–2000) | Dữ liệu khí hậu của Chennai (1971–2000) | Dữ liệu khí hậu của Chennai (1971–2000) |
| Tháng                                                                     | 1                                       | 2                                       | 3                                       | 4                                       | 5                                       | 6                                       | 7                                       | 8                                       | 9                                       | 10                                      | 11                                      | 12                                      | Năm                                     |
| ------------------------------------------------------------------------- | --------------------------------------- | --------------------------------------- | --------------------------------------- | --------------------------------------- | --------------------------------------- | --------------------------------------- | --------------------------------------- | --------------------------------------- | --------------------------------------- | --------------------------------------- | --------------------------------------- | --------------------------------------- | --------------------------------------- |
| Cao kỉ lục °C (°F)                                                        | 34.4 (93.9)                             | 36.7 (98.1)                             | 40.6 (105.1)                            | 42.8 (109.0)                            | 45.0 (113.0)                            | 43.3 (109.9)                            | 41.1 (106.0)                            | 40.0 (104.0)                            | 38.9 (102.0)                            | 39.4 (102.9)                            | 35.4 (95.7)                             | 33.0 (91.4)                             | 45.0 (113.0)                            |
| Trung bình ngày tối đa °C (°F)                                            | 28.8 (83.8)                             | 30.5 (86.9)                             | 32.5 (90.5)                             | 34.3 (93.7)                             | 36.8 (98.2)                             | 36.9 (98.4)                             | 35.0 (95.0)                             | 34.3 (93.7)                             | 33.9 (93.0)                             | 31.8 (89.2)                             | 29.6 (85.3)                             | 28.5 (83.3)                             | 32.8 (91.0)                             |
| Tối thiểu trung bình ngày °C (°F)                                         | 20.9 (69.6)                             | 22.0 (71.6)                             | 23.8 (74.8)                             | 26.4 (79.5)                             | 27.9 (82.2)                             | 27.5 (81.5)                             | 26.3 (79.3)                             | 25.7 (78.3)                             | 25.5 (77.9)                             | 24.5 (76.1)                             | 23.0 (73.4)                             | 21.9 (71.4)                             | 24.6 (76.3)                             |
| Thấp kỉ lục °C (°F)                                                       | 13.9 (57.0)                             | 15.0 (59.0)                             | 16.7 (62.1)                             | 20.0 (68.0)                             | 21.1 (70.0)                             | 20.6 (69.1)                             | 21.0 (69.8)                             | 20.6 (69.1)                             | 20.6 (69.1)                             | 16.7 (62.1)                             | 15.0 (59.0)                             | 13.9 (57.0)                             | 13.9 (57.0)                             |
| Lượng mưa trung bình mm (inches)                                          | 22.5 (0.89)                             | 2.2 (0.09)                              | 4.0 (0.16)                              | 7.7 (0.30)                              | 43.9 (1.73)                             | 55.9 (2.20)                             | 100.3 (3.95)                            | 140.4 (5.53)                            | 137.3 (5.41)                            | 278.8 (10.98)                           | 407.4 (16.04)                           | 191.1 (7.52)                            | 1.391,5 (54.78)                         |
| Số ngày mưa trung bình                                                    | 1.3                                     | 0.4                                     | 0.3                                     | 0.6                                     | 1.4                                     | 4.0                                     | 6.9                                     | 8.5                                     | 7.1                                     | 10.6                                    | 11.7                                    | 6.3                                     | 59.1                                    |
| Độ ẩm tương đối trung bình (%)                                            | 73                                      | 72                                      | 70                                      | 69                                      | 62                                      | 57                                      | 64                                      | 66                                      | 72                                      | 77                                      | 78                                      | 77                                      | 70                                      |
| Số giờ nắng trung bình tháng                                              | 268.3                                   | 268.1                                   | 293.6                                   | 290.2                                   | 279.9                                   | 202.6                                   | 185.2                                   | 193.6                                   | 198.6                                   | 194.6                                   | 182.7                                   | 204.3                                   | 2.761,7                                 |
| Nguồn 1: India Meteorological Department (record high and low up to 2010) |                                         |                                         |                                         |                                         |                                         |                                         |                                         |                                         |                                         |                                         |                                         |                                         |                                         |
| Nguồn 2: NOAA (nắng, độ ẩm 1971-1990)                                     |                                         |                                         |                                         |                                         |                                         |                                         |                                         |                                         |                                         |                                         |                                         |                                         |                                         |